# Ölmevalla kyrka

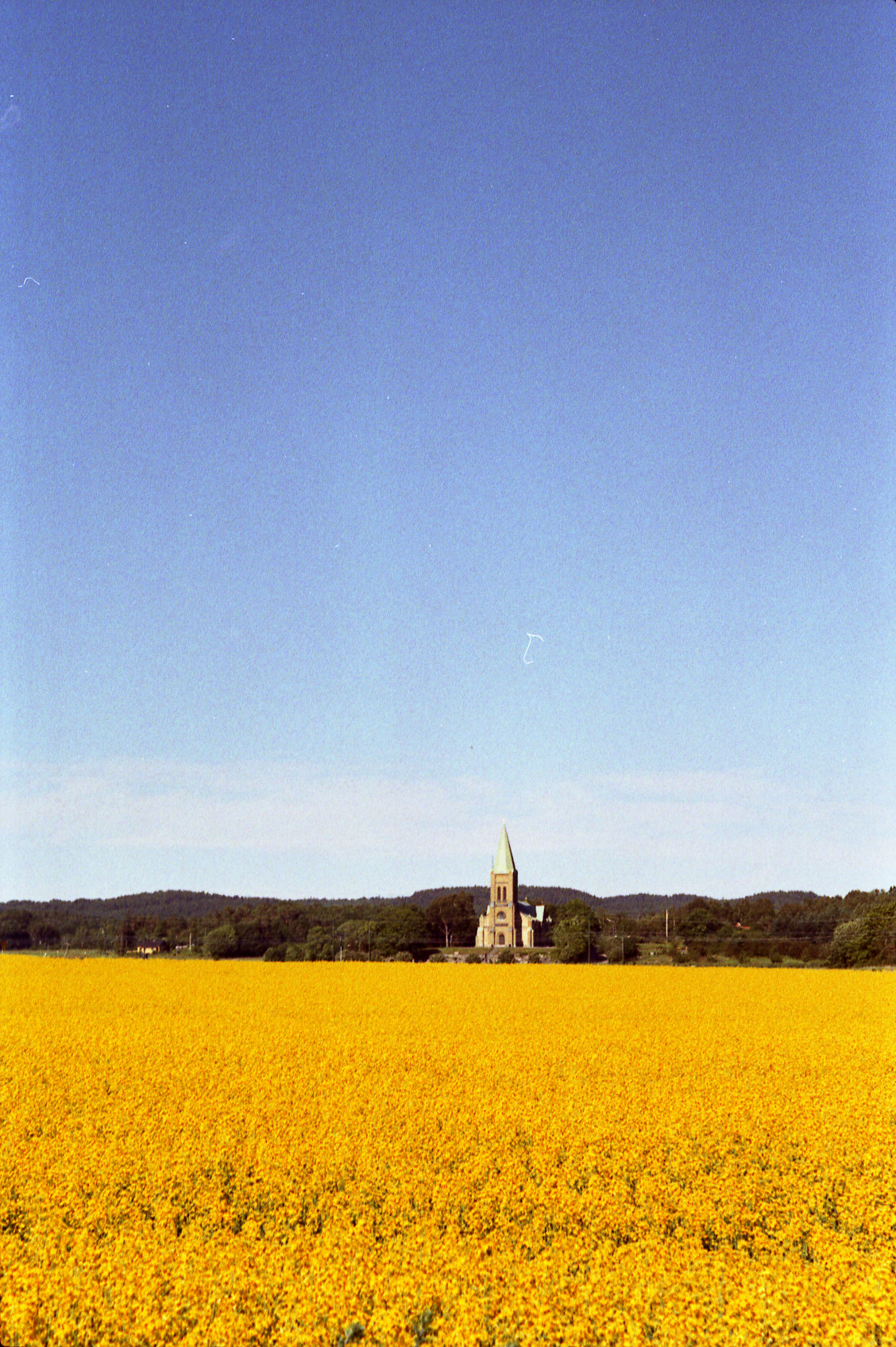
Ölmevalla kyrka sedd från väster

Ölmevalla kyrka är en kyrkobyggnad i Kungsbacka kommun. Den tillhör Ölmevalla församling i Göteborgs stift.

## Historia

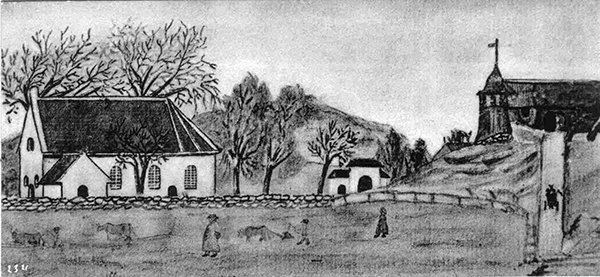
Ölmevalla gamla kyrka på pennteckning 1848.

Församlingen hade fram till 1885 en medeltida kyrka, sannolikt från 1100-talet. Den var byggd av gråsten, 38 alnar lång och 12 alnar bred. Koret hade man 1762 förlängt åt öster. En 1818 förlängd läktare hade en bröstning med bilder av Jesus och apostlarna. Klockstapeln var byggd 1867. Efter kontakt med Överintendentsämbetet i Stockholm såldes inventarierna på offentlig auktion. En minnessten restes 1929 på platsen. Den har inskriptionen Ölmevalla Gamla Kyrka stod här under århundranden intill år 1885

## Kyrkobyggnaden
Den gamla kyrkan var i ett skröpligt skick. Redan 1855 uppstod frågan om man skulle reparera eller bygga ny kyrka. Till sist framtogs ritningar till en ny kyrka, som skulle uppföras av putsad gråsten. De godkändes 1869 av Överintendentsämbetet. Församlingen ändrade emellertid uppfattning och ville av kostnadsskäl och även av underhållsskäl bygga kyrkan av tegel. Tegelkyrkan uppfördes åren 1884-1885 efter ritningar utformade av Adrian C. Peterson. Den invigdes den 16 augusti 1886. Byggnaden har ett tresidigt avslutat kor och sakristia bakom altaret.  
Vid en stor inre restaurering 1953-1954 under ledning av Axel Forssén försågs kyrkorummets tak med ett tunnvalv av trä. Altaret byttes ut mot ett större och lägre. Rundbågsöppningarna i altarväggen sattes igen och kyrkbänkarna utbyttes mot mera bekväma. Återinvigningen ägde rum den 9 september 1954. 
Åren 1978-1979 renoverades kyrkan under ledning av Pelle Nilsson.

## Inventarier

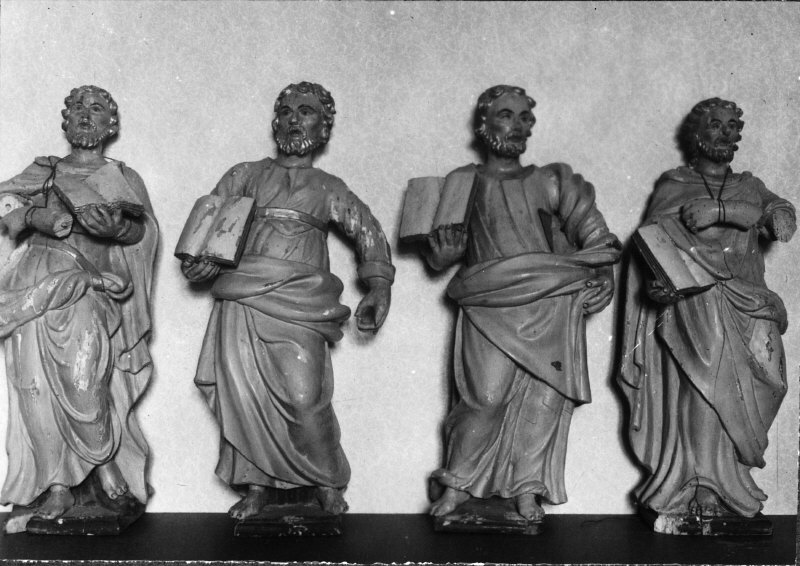
Evangelistskulpturerna

- Dopfunten är av trä och har åttkantig cuppa.
- Altartavlan är ett tyskt verk som föreställer uppståndelsen.
- En femsidig predikstol har baldakin av trä.
- Fyra evangelistskulpturer som tillhörde den gamla predikstolen.
- Timglaset från 1766, som såldes på auktion vid rivningen av den gamla kyrkan, återbördades 1954.
- Basunängel.
- Nattvardskalk från medeltiden som omgjorts 1873.
- Oblatask från 1700-talet.

### Klockor
I tornet hänger två klockor. Båda är gjutna i Göteborg, den ena 1867 och den andra 1884.